# Cantonul Vignory
Cantonul Vignory este un canton din arondismentul Chaumont, departamentul Haute-Marne, regiunea Champagne-Ardenne, Franța.

## Comune
| Comune                  | Populație (1999) | Cod poștal | Cod INSEE |
| ----------------------- | ---------------- | ---------- | --------- |
| Annéville-la-Prairie    | 84               | 52310      | 52011     |
| Bologne                 | 1 943            | 52310      | 52058     |
| Daillancourt            | 85               | 52110      | 52160     |
| Froncles                | 1 760            | 52320      | 52211     |
| La Genevroye            | 23               | 52320      | 52214     |
| Guindrecourt-sur-Blaise | 31               | 52330      | 52232     |
| Lamancine               | 106              | 52310      | 52260     |
| Marbéville              | 101              | 52320      | 52310     |
| Mirbel                  | 47               | 52320      | 52326     |
| Ormoy-lès-Sexfontaines  | 50               | 52310      | 52367     |
| Oudincourt              | 148              | 52310      | 52371     |
| Soncourt-sur-Marne      | 339              | 52320      | 52480     |
| Viéville                | 257              | 52310      | 52522     |
| Vignory                 | 307              | 52320      | 52524     |
| Vouécourt               | 205              | 52320      | 52547     |
| Vraincourt              | 92               | 52310      | 52548     |